# Friedrich Voltz

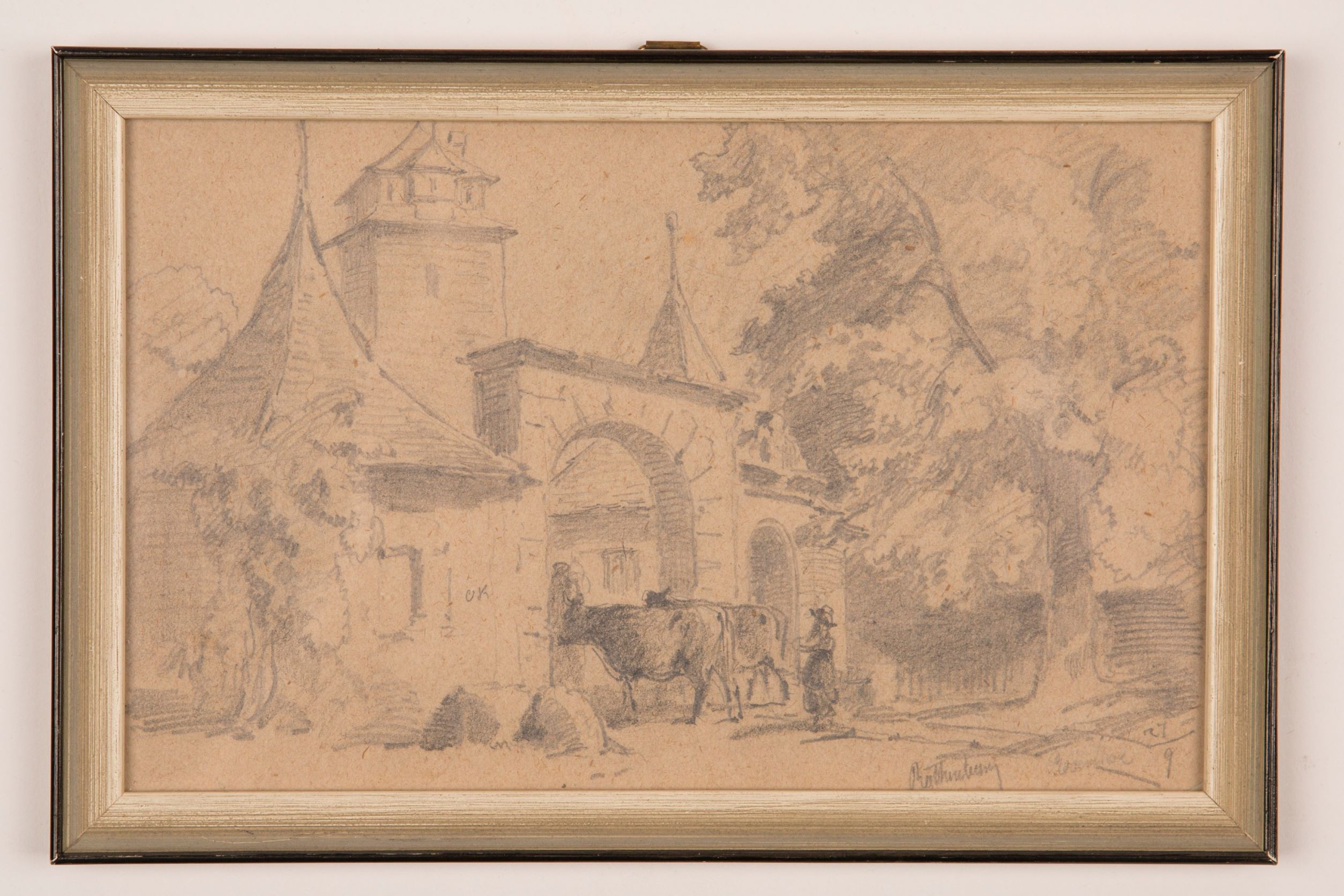
Friedrich Voltz, jüdischer Viehhändler an eine der Stadttore Rothenburgs ob der Tauber, 1840–1886, in der Sammlung des Jüdischen Museums der Schweiz.

Johann Friedrich Voltz (* 31. Oktober 1817 in Nördlingen; † 25. Juni 1886 in München) war ein deutscher Tiermaler und Landschaftsmaler der Münchner Schule (Bildende Kunst).

## Leben
Johann Friedrich Voltz erhielt die erste Unterweisung in der Kunst von seinem Vater, dem Maler, Kupferstecher und Illustrator‚ Johann Michael Voltz (1784–1858), begann seine künstlerische Laufbahn als Radierer und ging 1834 nach München auf die Akademie, wo er jedoch weniger Förderung fand als durch feine Studien nach den Niederländern in der Pinakothek und nach der Natur. Beeinflusst wurde er durch Albrecht Adam sowie durch seine Freunde Carl Spitzweg und Eduard Schleich d. Ä. Zuweilen malte er die Kühe in Schleichs Landschaften. Er war anfangs noch als Radierer und Lithograf tätig und malte zugleich bis zum Ende der 30er Jahre Landschaften aus dem bayrischen Hochgebirge.

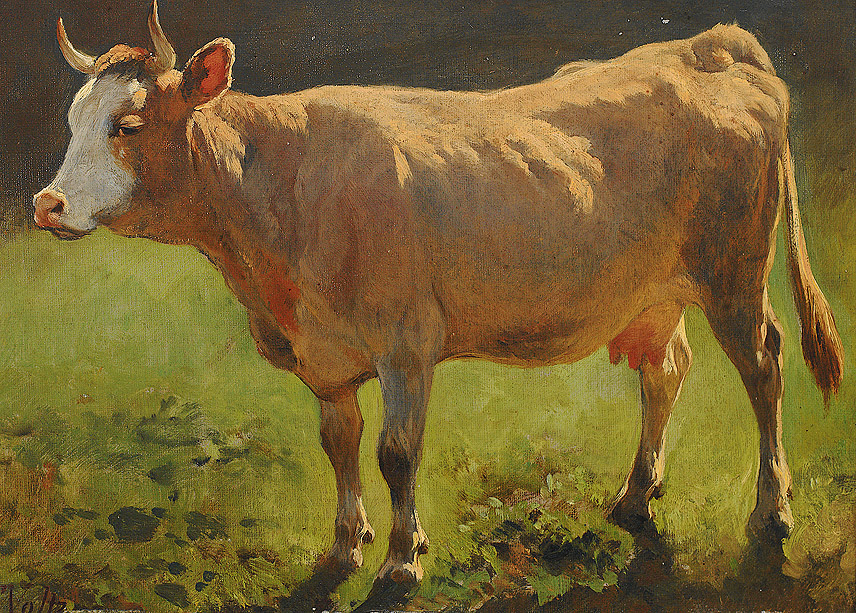
Johann Friedrich Voltz: Kuh auf einer Wiese

Nachdem er 1841 in Holland das Bild Der junge Stier von Paulus Potter gesehen hatte, widmete er sich vorrangig der Tiermalerei. Er wendete sich der bayrischen Ebene, besonders dem Starnberger See, zu und malte weidendes oder trinkendes Rindvieh, Pferde, Schafe und Ziegen. Nachdem er 1846 Belgien und Holland bereiste, schloss er sich den niederländischen Stimmungsmalern an, worin er durch den Einfluss von Christian Morgenstern und Eduard Schleich noch mehr bestärkt wurde. In seinen seit dem Beginn der 50er Jahre entstandenen zahlreichen Landschaften mit Tierstaffage, welche zumeist in einem lang gestreckten Breitformat gehalten sind, legte er fortan den Schwerpunkt auf die Beleuchtung und die Stimmung bei feuchter Luft, wobei er bald einen warmen Goldton, bald einen kühlen silberigen Ton bevorzugte.  Voltz zeigte die Tiere liegend oder stehend ohne größere Bewegung, erzielte aber durch den starken Wechsel von Licht und Schatten malerische Dramatik.
Auch begründete Voltz in den 1840er Jahren das bis dahin den Pferden vorbehaltene Rassenporträt von Kühen. Es entstand vor dem Hintergrund des zunehmenden bewussten Einsatzes und der Züchtung bestimmter Rassen in der Landwirtschaft. Besonders oft stellte er das Ampermoos-Rind dar.
Johann Friedrich Voltz galt seiner Zeit als der bedeutendste deutsche Tiermaler und wurde in diesem Rang von Anton Braith abgelöst. Bilder von ihm finden sich u. a. in der Neuen Pinakothek zu München, im Museum zu Köln und in der Berliner Nationalgalerie.
Johann Friedrich Voltz war königlicher Professor.

## Familie
- Ludwig Gustav Voltz (1825–1911) der Tier- und Jagdszenenmaler war sein acht Jahre jüngerer Bruder.
- Dr. Albert Voltz war sein ältester Sohn. Er wurde Arzt.
- Richard Voltz (1859–1933) war der jüngere Sohn. Er wurde, wie sein Vater Maler, von dem sich Tier- und Landschaftsporträts erhalten haben.

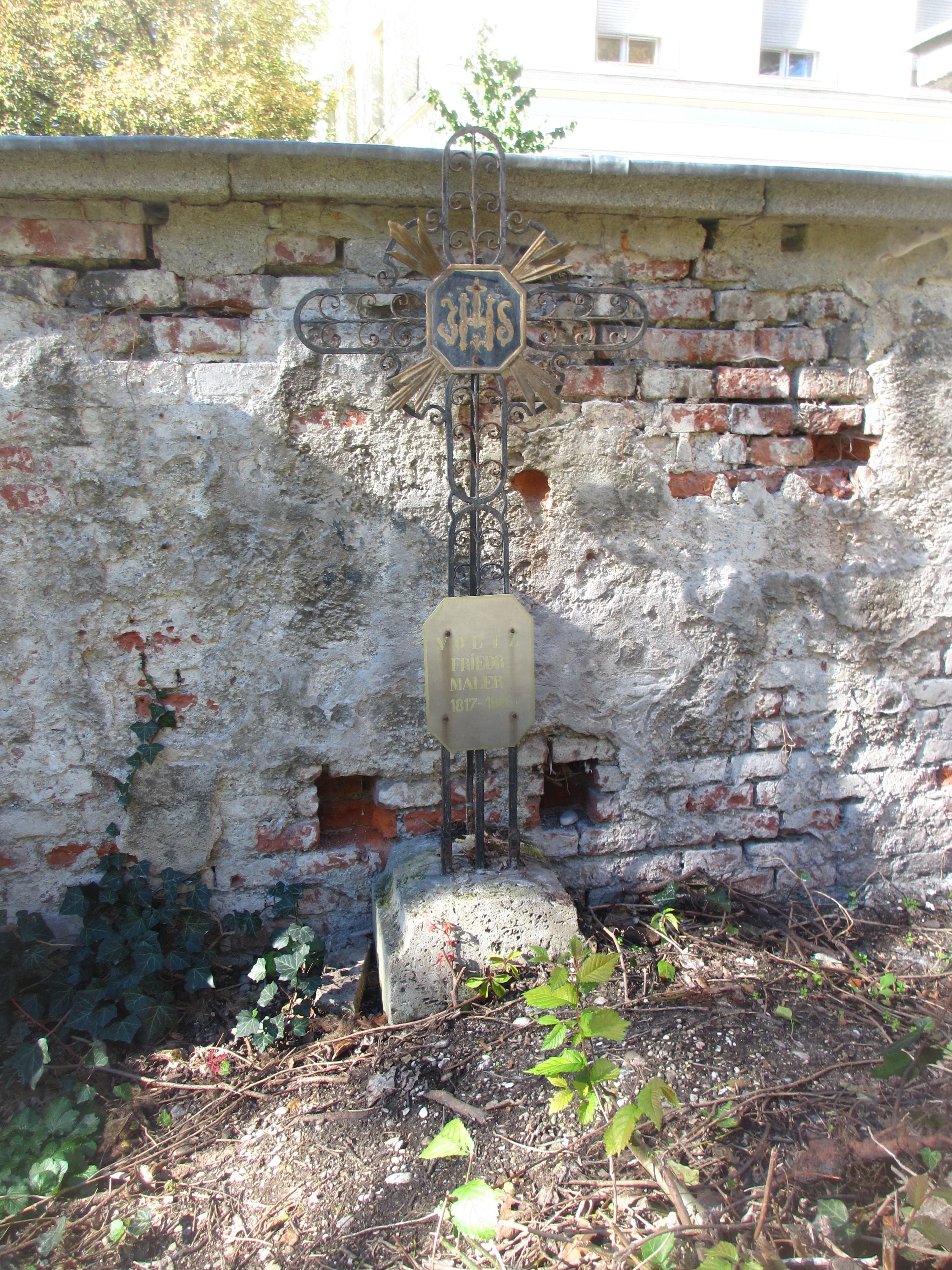
Grab von Johann Voltz auf dem Alten Südlichen Friedhof in München

## Grabstätte
Die Grabstätte von Johann Friedrich Voltz befindet sich auf dem Alten Südlichen Friedhof in München (Mauer Rechts Platz 129 bei Gräberfeld 6) Standort.